# Kiyoshi Komori
Kiyoshi Komori (小森 白, Komori Kiyoshi) est un réalisateur de film japonais né le 27 janvier 1920 à Setagaya dans la préfecture de Tokyo et mort en 2003.

## Biographie
Kiyoshi Komori a réalisé  plus de 60 films entre 1949 et 1973.

## Filmographie partielle

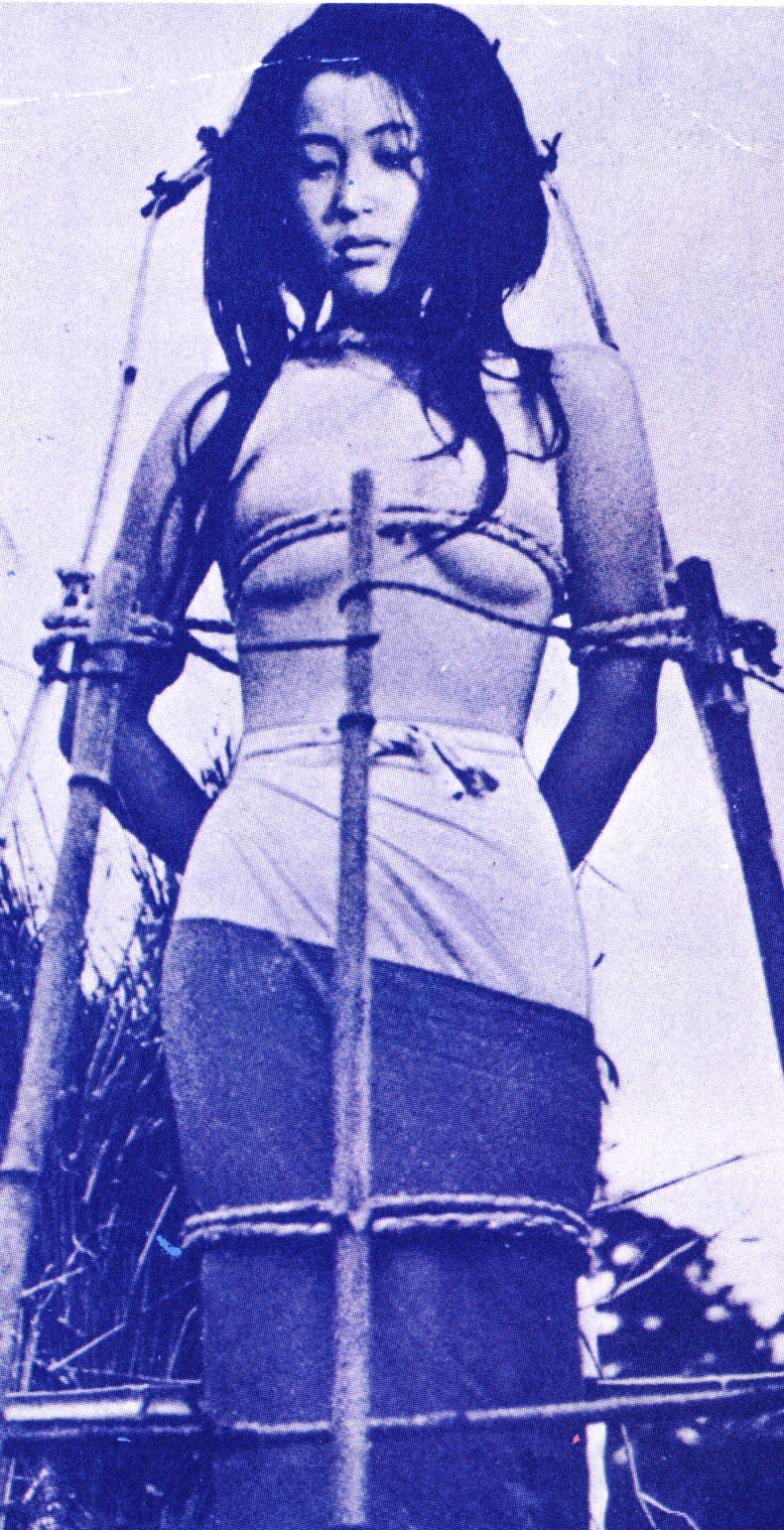
Scène du film Nippon gōmon keibatsu-shi (1964).

- 1953 : Ichi tō nyōbō to san tō teishu (一等女房と三等亭主?)
- 1954 : Ichi tō madamu to san tō danna (一等マダムと三等旦那?)
- 1955 : Kōtaishi no hanayome (皇太子の花嫁?)
- 1956 : Sebiro-san sukāto-san (背広さんスカートさん?)
- 1956 : Onna daigaku yakyūkyō jidai (女大学野球狂時代?)
- 1956 : Onna Keirin-ō (女競輪王?)
- 1957 : Atatsuki no chōsen (暁の非常線?)
- 1958 : Filles à soldats (女の防波堤, Onna no bōhatei?)[2]
- 1958 : Shōrisha no fukushū (勝利者の復讐?)
- 1959 : Daitoa senso to kokusai saiban (大東亜戦争と国際裁判?)
- 1959 : Mukeisatsu (無警察?)
- 1959 : Shizuka nari akatsuki no senjō (静かなり暁の戦場?)
- 1959 : L'Empereur Meiji et le Général Nogi (明治大帝と乃木将軍, Meiji Tennō to Nogi Shōgun?)
- 1960 : Daigyakusatsu (大虐殺?)
- 1960 : La Famille impériale, la guerre et la nation (皇室と戦争とわが民族, Kōshitsu to sensō to minzoku?) (film semi-documentaire[3])
- 1960 : La Guerre du Pacifique et le mystère du cuirassé Mutsu (太平洋戦争 謎の戦艦陸奥, Taiheiyō Sensō: Nazo no senkan Mutsu?)[4]
- 1962 : Tōkyō wan no hurricain yarō (東京湾の突風野郎?)
- 1962 : L'Enfer d'Okinawa (太平洋戦争と姫ゆり部隊, Taiheiyō Sensō to Himeyuri Butai?)
- 1962 : Nihon zankoku monogatari (日本残酷物語?)
- 1964 : Nippon gōmon keibatsu-shi (日本拷問刑罰史?)
- 1969 : Nihon rajo emaki (日本裸女絵巻?)
- 1971 : Nihon chibu monogatari (日本恥部物語?)
- 1973 : Nihon ryōki jiken (日本猟奇事件?)